# Çağatay Ulusoy
Çağatay Ulusoy (Estambul, 23 de septiembre de 1990) es un actor y modelo turco. Es conocido por sus labores protagónicos en Medcezir, İçerde, El secreto de Feriha y actualmente por interpretar a Hakan Demir en la primera serie turca original de Netflix, The Protector.

## Biografía
Nació el 23 de septiembre de 1990 en Estambul, Turquía. Su madre de origen Bosnio y su padre un Búlgaro de origen Turco. Tiene un hermano menor de nombre Atalay. Çağatay realizó sus estudios universitarios en la Facultad de Ciencias Forestales de la Universidad de Estambul.
En 2010 comenzó a tomar clases de actuación con Ayla Algan. Posteriormente asistió a la academia Akademi 35 Buçuk, escuela de arte fundada por los actores Vahide Perçin y Altan Gördüm. 
Su carrera como actor se inicia con el rol protagónico en Adını Feriha Koydum junto a Hazal Kaya, con el cual se hizo conocido y ganó popularidad. Entre el año 2013 y 2015 protagonizó la serie Medcezir junto a Serenay Sarıkaya, con quien mantuvo una relación amorosa el año 2014. Concedió el premio Golden Butterfly Awards al mejor actor  por su interpretación como "Yaman Koper". En ese mismo año protagonizó junto a Leyla Lydia Tuğutlu la película Delibal. 
El año 2016 protagonizó junto a Aras Bulut İynemli y Çetin Tekindor la serie de género policíaco İçerde. 
En marzo de 2018, Ulusoy fue seleccionado para protagonizar The Protector, la primera serie turca original de Netflix coproducida con O3 Medya. El guion del primer capítulo fue escrito por Jason Winston George, que elogió la actuación del actor durante el rodaje.

## Televisión
| Año       | Título              | Personaje              | Nota(s)      |
| --------- | ------------------- | ---------------------- | ------------ |
| 2011-2012 | Adını Feriha Koydum | Emir Sarrafoğlu        | Protagonista |
| 2012      | Emir'in Yolu        | Emir Sarrafoğlu        | Protagonista |
| 2013-2015 | Medcezir            | Yaman Koper            | Protagonista |
| 2016-2017 | İçerde              | Sarp Yılmaz            | Protagonista |
| 2018-2020 | Hakan Muhafız       | Hakan Demir            | Protagonista |
| 2021      | Yeşilçam            | Semih Ateş             | Protagonista |
| 2023      | Terzi               | Peyami Dokumacı        | Protagonista |
| 2024      | Kübra               | Gokhan Şahinoğlu       | Protagonista |
| 2024      | Gaddar              | Dağhan Yalçın / Gaddar | Protagonista |
| 2025      | Eşref Rüya          | Eşref Tek              | Protagonista |